# 恰朗格乌泰
恰朗格乌泰（Calangute），是印度果阿邦North Goa县的一个城镇。总人口15776（2001年）。

## 人口
该地2001年总人口15776人，其中男性8463人，女性7313人；0—6岁人口1642人，其中男847人，女795人；识字率72.86%，其中男性为78.16%，女性为66.73%。